# Агафія
Ага́фія — християнське жіноче ім'я. Походить від давньогрецького імені Ἀγάθη, утвореного від грец. ἀγαθή («добра», «хороша»), спорідненого з ἀγάπη («любов», пор. ім'я Любов). Після канонізації мучениці Агафії (Агати) Сицилійської стало канонічним християнським ім'ям. До української запозичене через староцерковнослов'янське посередництво, цим пояснюється наявність звука «ф» на місці θ. У західних районах України поширена форма «Агата», «Аґата» — теж запозичення з грец. Ἀγάθη, але не через староцерковнослов'янське, а через латинське посередництво (від Agatha). Така ж форма прийнята в південнослов'янських мовах (болгарській, сербській) — унаслідок традиції читання церковнослов'янської «фіти» як «т».
Співзвучне ім'я «Агапія» може бути народним українським варіантом «Агафія», пов'язаним з поширеною практикою заміни первісно невластивого слов'янським мовам звука «ф» на «п» (пор. «Панас» замість канонічного «Атанасій»), але слід мати на увазі, що існує й рідкісне канонічне ім'я «Агапія», також грецького походження.
Українська народна форма — Гафія (Агапія). Зменшені форми — Гафійка, Гафа, Гафієнька, Гафієчка, Гася, Гаша, Гашуня, Гашка, Агатонька, Агаточка, Ага (Гапа, Гапонька).

## Іменини
- За православним календарем (новий стиль) — 10 січня, 18 лютого, 11 листопада. Для спорідненого імені Агафа — 6 січня[4].
- За католицьким календарем — 5 лютого, 20 вересня[5].

## Відомі носійки
- Агата Сицилійська — ранньо-християнська свята, мучениця з Італії.
- Агата Київська — дружина Едварда Вигнанця, короля Англійського.
- Агафія Святославна (1190/1195—1248) — мазовецька княгиня з династії Рюриковичів.
- Агафія Семенівна Грушецька — московська цариця, дружина царя Федора ІІІ.
- Агата Крісті (1890—1976) — англійська письменниця.
- Агафія Карпівна Ликова (нар. 1944) — остання з родини старообрядців Ликових, що прожили півстоліття в повній ізоляції від світу в тайзі.
- Агата Данута Мруз-Ольшевська — польська волейболістка.
- Агата Федорівна Турчинська — українська письменниця (поетеса та прозаїк).

### Вигадані персонажі
- Гафійка Волик — персонаж повісті М. М. Коцюбинського «Fata Morgana», дочка головного героя.